# Henrique Campos
Henrique Xavier de Oliveira Campos (Santarém, 9 de febrer de 1909 — Lisboa, 18 de desembre de 1983) fou un actor i director de cinema portuguès.

## Biografia
esprés d'acabar els estudis de secundària a la seva ciutat natal, va marxar a Lisboa el 1931, entrant a formar part de la companyia de teatre d'Alves da Cunha, amb seu al Teatro Politeama. És en aquesta Companyia i posteriorment en la Companhia de Abílio Alves (amb seu al Teatro Avenida) que comença una carrera teatral amb cert èxit. Comença la seva carrera al cinema com a actor quan va participar l'any 1938 a Os Fidalgos da Casa Mourisca d'Arthur Duarte
Enamorat del cinema, decideix anar a Espanya per adquirir coneixements tècnics que li permetessin passar a la realització. Després de tres anys de vicissituds en el rodatge de la pel·lícula, pot debutar al setembre de 1946 el seu primer treball com a director: Um Homem do Ribatejo. La seva carrera va ser prolífica i contínua, aconseguint un nombre de llargmetratges molt superior a la mitjana de cineastes portuguesos. Assumint l'aspecte comercial de les seves pel·lícules, Campos va interpretar diversos gèneres al gust popular portuguès dels anys 50 i 60. A la pel·lícula Rosa de Alfama va ser realitzador i actor en el paper de Renato.

## Filmografia

### Llargmetratges
- 1946: Um Homem do Ribatejo
- 1947: Rainha Santa
- 1949: Ribatejo
- 1950: Cantiga da rua
- 1953: Duas causas
- 1953: Rosa de Alfama
- 1954: Quando o mar galgou a terra
- 1956: Perdeu-se um marido
- 1958: O Homem do Dia
- 1959: A luz vem do alto
- 1963: Pão, amor e... totobola
- 1964: A canção da saudade
- 1968: Estrada da Vida
- 1969: O ladrão de quem se fala
- 1970: O Destino Marca a Hora
- 1970: A maluquinha de Arroios
- 1972: Os mais cornos do Brasil

### Documentals i curtmetratges
- 1949: Campeões do mundo
- 1949: A canção do cigano
- 1949: Canção fadista
- 1949: Fado Hilário
- 1949: Guadiana
- 1949: Rainha Santa
- 1949: Santa Luzia
- 1950: Canção serrana
- 1950: Candeeiro de esquina
- 1950: Catraia do Porto
- 1954: A ilha verde
- 1962: Férias... num lugar ao sol